# Santanadactylus
Santanadactylus (nombre que significa "dedo de la formación Santana") fue un género de pterosaurio pterodactiloide de edad del Aptiense hallado en el Miembro Romualdo de la Cretácico Inferior de la formación Santana, de Barra do Jardim, en la meseta de Araripe, en Ceará, Brasil. Cuatro especies han sido nombradas, pero hoy en día se duda que sean parte del mismo género. Era un pterosaurio de gran talla.

## Historia y especies
El género fue nombrado en 1980 por el paleontólogo holandés Paul de Buisonjé. La especie tipo es S. brasilensis, y el nombre de la especie se refiere a Brasil. Está basado en el holotipo UvA M 4894 (Instituto Geológico de la Universidad de Ámsterdam), una parte superior del húmero derecho y la escápula derecha y el coracoides; otros restos fueron también incluidos en el género: este paratipo consiste de dos vértebras cervicales de un individuo diferente, referido debido a que fueron encontrados en el mismo lote de 25 nódulos de caliza comprados a coleccionistas.  Restos adicionales, incluyendo un notarium (vértebras fusionadas que apoyaban el hombro) han sido referidos desde entonces. La estructura del húmero sugiere un ornitoqueírido, pero las largas vértebras se contradicen con esto.
En 1985, Peter Wellnhofer, un paleontólogo alemán que ha escrito numerosas publicaciones científicas sobre pterosaurios, nombró tres especies adicionales: S. araripensis, S. pricei y S. spixi. S. araripensis, nombrado por la meseta de Araripe, fue una especie grande basada en el ejemplar BSP 1982 I 89, cuyos restos incluyen un cráneo parcial (son el final de las mandíbulas) y los brazos; la parte prservada del cráneo no tiene cresta. S. pricei, nombrado por Llewellyn Ivor Price, fue la menor de las tres especies; está basado en BSP 1980 I 122, un ala izquierda preservada desde el codo hacia abajo, y material adicional del brazo ha sido referido con los años. S. spixi, intermedio en tamaño, está basado en BSP 1980 I 121, otra ala izquierda, cuyo nombre honra a Johann Baptist von Spix.
Con los años, las especies de este taxón han sido reasignadas. Chris Bennett sugirió que S. brasilensis era una quimera de un pteranodóntido y algo más (es decir, el holotipo y el paratipo pertenecían a formas diferentes), S. araripensis y S. pricei eran pteranodóntidos, y S. spixi era un dsungariptérido. Wellnhofer también removió a S. spixi del género, en 1991. En 1992, Alexander Kellner y Diogenes de Almeida Campos sugirió que S. spixi era un tapejárido; David Unwin en 2003 consideró que "Santanadactylus" spixi era una especie de Tupuxuara. Kellner en 1990 renombró a S. araripensis como Anhanguera araripensis, lo que fue seguido por Wang y colegas en 2008, aunque Veldmeijer (2003) lo incluyó en Coloborhynchus. Parte del problema es la complicada taxonomía de los pterosaurios de la formación Santana y sus contemporáneos ingleses, involucrando a numerosos géneros como Amblydectes, Anhanguera, Araripesaurus, Criorhynchus, Coloborhynchus, Lonchodectes, Ornithocheirus y Tropeognathus.
También la filogenia es contenciosa. De Buisonjé primero situó al género en los Criorhynchidae, un concepto que ya no es usado. Wellnhofer lo consideró un miembro de los Ornithocheiridae. De acuerdo a Bennett S. brasilensis pertenecía a los Pteranodontidae sensu Bennett. Kellner, por su parte concluyó que él pudo hallar una única autapomorfia para Santanadactylus brasilensis, el margen ventral derecho de la parte proximal de la cresta deltopectoral, que al principio no permitía más precisión que ser un Pterodactyloidae incertae sedis, pero en 2000 lo restringió a un Pteranodontoidea sensu Kellner. S. pricei de acuerdo a Kellner perteneció a un clado descendiendo del último ancestro común de Istiodactylus y los Anhangueridae. Lo mismo fue hecho en su análisis para Araripesaurus, un género del cual él había pensado que era un S. pricei era un sinónimo más moderno.

## Paleobiología
Santanadactylus es considerado como un pterosaurio grande, y para Wellnhofer indica que para las varias especies la envergadura estaba entre 2.9 a 5.7 metros. De Buisonjé piensa que Santanadactylus brasilensis tenía una envergadura de seis metros. Puede haber estado adaptado para un vuelo de planeo en vez de sólo aletear.